# Betsy Ross
Betsy Ross (født 1. januar 1752 i Philadelphia, Pennsylvania, død 30. januar 1836 i Philadelphia, Pennsylvania) er blevet vidt krediteret for at have lavet det første amerikanske flag.